# دوريس كيني
دوريس كيني (بالإنجليزية: Doris Keane)‏ هي ممثلة أمريكية، ولدت في 12 ديسمبر 1881 في سانت جوزيف في الولايات المتحدة، وتوفيت في 25 نوفمبر 1945 في نيويورك في الولايات المتحدة بسبب سرطان.

## وصلات خارجية
- دوريس كيني على موقع IMDb (الإنجليزية)
- دوريس كيني على موقع قاعدة بيانات برودواي على الإنترنت (الإنجليزية)
- دوريس كيني على موقع قاعدة بيانات الفيلم (الإنجليزية)